# داء الفيل
مرض الفلاريا أو داء الفيل أو الفُيال هو مجموعة مرضية تسببها ديدان أسطوانية تصيب الإنسان والحيوان. والفلاريا ديدان خيطية تهاجم الأنسجة تحت الجلد والأوعية الليمفاوية للثدييات وتتسبّب في التهابات في الحالة الحادة والتقرّح في الحالات المزمنة. مرض الفلاريا هو مرض نادر يصيب الجهاز الليمفاوي مُسبّبا التهابا في الأوعية الليمفاوية يؤدّي إلى تضخم وكبر حجم المنطقة المصابة وخاصة الأطراف أو أجزاء من الرأس أو الجذع. وسُمّي بهذا الاسم تشبيها للرجل المصابة برجل الفيل. وهو داء يصيب الأطراف السفلية للرجال والنساء. دودة الفلاريا وتنقسم طفيليات الفلاريا إلى مجموعات رئيسية من 3 أنواع مميزة معروفة، حسب موطن الديدان البالغة في العائل من الفقاريات وحسب الجزء الذي تصيبه من الجسم. فمرض الفلاريا الليمفاوية تصيب خلايا المناعة بالجهاز الليمفاوي ومرض فلاريا ما تحت الجلد تصيب مساحات تحت الجلد وبياض العين ومرض الفلاريا التجويفية تصيب التجاويف بالجسم . تضم كل مجموعة أنواعا species عددها 8 . فالمجموعة الجلدية تشمل أنواع والمجموعة الليمفاوية وتضم ديدان ومجموعة تجويف الجسم وتشمل ديدان
فمن بين مئات الطفيليات الفيلارية لا تسبب العدوى الطبيعية للإنسان سوى ثمانية أنواع منها. وطفيليات المجموعتين الجلدية والليمفاوية لهما دلالة سريرية تستدعي الانتباه، لأن الأنواع الأخرى من طفيليات الفلاريا لا تتسبب في عدوى كاملة لأنها لا تستطيع الوصول لمرحلة البلوغ في الإنسان العائل لتنتج يرقات الميكروفلاريا
ودورة حياة الفلاريا تشبه دورة حياة كل أنواع الممسودات التي تتكون من 5 مراحل يرقية تطورية في العائل من الفقاريات والمفصليات والناقل. فالديدان الإناث البالغة تضع آلاف اليرقات لمرض الفلاريا مجموعة مرضية تسببها طفيليات الممسودات تصيب الإنسان والحيوان وتنقسم طفيليات الفلاريا إلى مجموعات رئيسية ثلاثة معروفة، حسب موطن الديدان البالغة في العائل من الفقاريات وتضم 8 أنواع. يتناولها البعوض مع طعامه ليُعدي ضحية جديدة عندما يتناول دمها، هكذا تدور دائرة عدوى الفلاريا. ومرض الفلاريا سببه أنه نتيجة تأثّر العائل باليرقات أو نتيجة لتحولها إلى ديدان بالغة في أماكن مختلفة من الجسم. وكلا الجنسين من الذكور والإناث مُعرّض للإصابة بهذا المرض وكذلك كافة الأعمار ويمكن أن تصل اليرقة لمرحلة البلوغ بشكل دودة في مدة تتراوح ما بين 6 أشهر إلى سنة وتعيش لمدة من 4 - 6 سنوات. تنتج الأنثى في كل دورة ملايين اليرقات تظهر في مجرى الدم ليلاً.

## الفلاريا الليمفاوية
تُصيب الفلاريا الليمفاوية ما يصل إلى مليون شخص بالعالم وتنتشر في المناطق الحارة والمعتدلة ومن بينها أفريقيا الوسطى ووسط وجنوب أمريكا. وفي عام 1955 بادرت منظمة الصحة العالمية بوضع برنامج عالمي للقضاء على هذا المرض. واعتبرته مشكلة صحية عامة. إن مرض الفلاريا ليس مرضا مميتا لكن العدوى به تسبب مصاعب شخصية واجتماعية واقتصادية للمصابين به. فلقد صنّفت منظمة الصحة العالمية الفلاريا الليمفاوية كثاني مرض معوق عالميا بعد الجذام.
ومرض الفلاريا الليمفاوية مرض معد يصيب الأشخاص عن طريق ديدان الفلاريا الطفيلية التي تعيش في أوعية الجهاز الليمفاوي بجسم الإنسان. وتدور مع الدم في المناطق الطرفية.

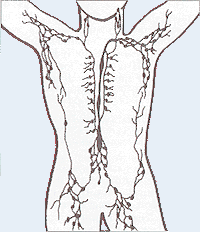
عقد الجهاز الليمفاوي وقنواته

 وتنقلها البعوض من شخص لآخر وتسبّب الدودة ارتخاء الأوعية الليمفاوية وتورّمها في مناطق الساق والقضيب والساعد والثدي. وتظهر على المصاب أعراض الحمّى والعطس والكحة نتيجة لرد فعل وجود هذه الدودة الصغيرة في الشعيرات الدموية بالرئة. يؤثر المرض على الأجهزة الليمفاوية ويؤدي إلى قفل الأوعية اللمفاوية. مما ينشأ عن ذلك تورم وتشوهات بالمناطق المصابة خاصة على الساقين ومنطقة كيس الخصية. وقد يصل وزن كيس الخصية إلى عدة كيلو غرامات. ويتخذ الجلد أشكالاً متعرجة، ولا يلبث وأن يتسلخ بعد ذلك. وقد يصاب الجلد بالغرغرينا خاصة على فروة الرأس والمنطقة التناسلية. ويتبع مرض الفيل حساسية حادة مع حكة شديدة.

## الأعراض
من أبرز أعراض المرض الملحوظة هي:
ارتفاع درجة الحرارة والإصابة بالحُمى - سمك الجلد وخشونته مع تقرحه وتزايد غمق لونه مع تطور الحالة - انتفاخ العضو المصاب وغالباً ما يكون القدم والساقين - تراكم غير طبيعي للماء في الأنسجة (وذمة) - تورّم أحد الأطراف أو مناطق في الجذع أو الرأس - عند انتفاخ العضو المصاب يكبر في الحجم - الإصابة بالرعشة والشعور بالتعب- التأثير على الأعضاء التناسلية للذكر بجعل جلد القضيب سميكا والشعور بالسخونة والألم فيه- التأثير على الأعضاء التناسلية الخارجية للإناث فتتكون طبقة سرطانية على الفرج (Vulva) مغطّاة بطبقة جلد سميكة متقرحة بين الفخذين مع تضخّم الغدد الليمفاوية في الأرجل- وبصفة عامة تعتمد أعراض المرض على نوع الطُفيل الذي تسبب في العدوى، لكن تبدأ كلها بالرعشة والصداع والحمى التي تستمر ما بين 3 أشهر إلى سنة من بداية لدغ البعوض، مع احتمالية وجود ورم واحمرار وألم في الساعدين أو كيس الخصية (الصفن) ويمكن تكوّن خراريج مليئة بالقيح نتيجة لموت الديدان.

## التشخيص
- تتبع تاريخ المريض: في كثير من الحالات يمكن أن يكون التشخيص المبكر صعبا لأن المرض في مراحله الأولى وأعراضه يشبه أمراضا بكتيرية أخرى تُصيب الجلد. وللتشخيص الدقيق على الطبيب أن يبحث عن شكل الالتهاب وعلامات الانسداد الليمفاوي مع الوضع في الاعتبار احتمالية التعرّض للبعوض أو الإصابة بالمرض. وللكشف عن الفلاريا تتبع الطريقة التقليدية للتشخيص وذلك بالكشف عن يرقات الفلاريا في الدم والجلد وعن طريق أخذ عيّنات من الدم لفحصها تحت المجهر ويمكن فحص عيّنة من البول للبحث عن اليرقات والكشف عن بعض أنواع الفلاريا بالنظر بالعين والتعرّف على انتيجينات الفلاريا filarial antigen في دم الأطراف للتشخيص ومعرفة العدوى بالفلاريا وتأثير العلاج. كما يمكن تحديد انسداد الأوعية الليمفاوية بالموجات فوق الصوتية.

## العلاج
لا يوجد إلى الآن علاج لداء الفيل، ولكن الجراحة والعقاقير تساعد في التخفيف من وطأة المرض. كما يمكن للأشخاص الذين يعانون من مرض الفلاريا المزمن استعمال رباط ضاغط لتليين الساق المصابة. ويمكن استعمال مضاد الديدان بتناول جرعة واحدة من أقراص ايفرمكتين ivermectin ودواء DEC Diethylcarbamazine (Hetrazan) والبندازول albendazole ودواء sodium caparsolate وكذلك إجراء الجراحة لاستئصال الجلد المتزايد. وتعالج هذه الأدوية الفلاريا باستبعادها لليرقات وإحداثها لخلل في تكاثر الديدان البالغة وقتلها. ويبدأ العلاج بجرعات قليلة حتى لا تتسبّب الأعداد الميتة الكثيرة في إحداث رد فعل بالدم لكثرة الديدان الميتة من الدواء. وتسبّب الأدوية حساسية يمكن السيطرة عليها بمضادات الهيستامين والكورتيزونات. ومن أعراض موت الطفيليات الحمى والصداع وآلام في العضلات والبطن والغثيان والقيء والشعور بالضعف وزغللة بالعين والربو، وتظهر هذه الأعراض بعد يومين من بداية العلاج وقد تستمر لأربعة أيام. وفي حالة إصابة الأعضاء التناسلية كالقضيب أو كيس الخصية يتم إجراء جراحة تقويمية ويكون للعلاج نتائج إيجابية. لكن كثيرين من المصابين بالتورّم الليمفاوي لا يصابون مرة ثانية بطفيل الفلاريا ولا يستفيدون بالعلاج من الفلاريا مستقبلا. وقد يلجئون للعمليات للجراحية. ويمكن شفط جزء من السائل في الأنسجة المتورّمة والضغط على الورم بجوارب ضاغطة كالتي تُستعمل في الدوالي بالساقين فتفيد. ويمكن استعمال مدرّات للبول للإقلال من الأديما ويعالج الجروح بسرعة وأي عدوى تعالج بالمضادات الحيوية.

## الوقاية
لا يوجد لقاح ضد المرض ولكن الوقاية خير من العلاج فمن الأفضل تحاشي لدغات الناموس الناقل للعدوى بالطرق الاتية:
- استخدام نباتات طاردة لللبعوض كنبات النيم الذي به مادة السلانين Salannin.
- استخدام الناموسية للوقاية من لدغات الناموس أثناء النوم في المناطق الموبؤة.
- ردم البرك والمستنقعات
- تربية أسماك الجامبوزيا Gambosia وجابي Guppy التي تتغذّى على يرقات البعوض في الماء.
- تجنّب التعرض للدغ من البعوض الذي يحمل المرض
- تجنّب الخروج بالليل بالخارج ولا سيما في الأرياف والبراري
- ارتداء ملابس طويلة تغطي الجسم وتجنّب الملابس الغامقة التي تجذب البعوض
- تجنّب وضع الروائح والبارفانات
- يستعمل الكافور أو الليمون أو البرتقال لطرد البعوض
- استعمال التكييف المبرّد لأن الهواء البارد يقلّل من نشاط البعوض
- تناول أقراص: Ivermectin. (Mectizan) للوقاية من المرض

و من المعروف أن البعوض ينجذب إلى جلد الإنسان بالرطوبة والدفء والاستروجينات التي لدى النساء.